# Luz Clarita - Trái tim bé nhỏ
Luz Clarita là một bộ phim truyền hình của México thuộc thể loại telenovela được sản xuất bởi Televisa phát sóng trên đài Canal de las Estrellas vào năm 1996. Bộ phim được làm lại dựa trên cốt truyện của Andrea Celeste and Chispita, với các diễn viên Verónica Merchant và César Évora, và diễn viên nhí Daniela Luján, Ximena Sariñana. Bộ phim với hay tuyến nhân vật phát triển song song nhau, phù hợp cho cả thiếu nhi và người lớn.

## Tóm tắt
Luz Clarita (Daniela Luján) là một cô bé hết sức dễ thương luôn muốn đi tìm được người mẹ ruột của mình, trên hành trình đi tìm mẹ, cô cũng gặp nhiều nỗi buồn và niềm vui. Nhưng may thay, Gia đình của ông Mariano de la Fuente (César Évora) quyết định mở rộng tấm lòng nhận nuôi cô. Mặc dù, khi mọi chuyện mới bắt đầu, cô luôn là tâm điểm của mọi sự hỗn độn làm khuấy động cuộc sống bình thường của họ. Tuy nhiên, từng chút một, họ nhận ra rằng sự xuất hiện của cô bé đã làm họ ngộ ra nhiều điều, không những trẻ em mà người lớn cũng rút ra được cho mình một bài học: Rằng tình yêu là cốt lõi để đạt được hạnh phúc".

## Diễn viên
- Verónica Merchant — Soledad
- César Évora — Mariano de la Fuente
- Daniela Luján — Luz Clarita
- Ximena Sariñana — Mariela de la Fuente
- Aitor Iturrioz — José Mariano de la Fuente
- Paty Díaz — Natalia
- Alejandro Tommasi — Father Salvador
- Frances Ondiviela — Bárbara
- Sussan Taunton — Erika
- Miguel Pizarro — Roque
- Lili Garza — Brígida
- Tomás Goros — Anselmo
- Elsa Cárdenas — Hada Reina
- Adriana Acosta — Panchita
- Gerardo Murguía — Servando
- Evangelina Martínez — Prudencia
- Lucero Lander — Sister Caridad
- Julio Mannino — Bruno
- Margarita Isabel — Verónica
- Eleazar Gómez — El Chanclas
- Esteban Franco — Arnulfo
- José María Torre — Israel
- Rocío Sobrado — Belinda
- Eva Calvo — Cata
- Graciela Bernardos — Mrs. Director
- Sagrario Baena — Hortensia
- Raúl Azkenazi — Rústico
- Liza Echeverría — Dana
- Maleni Morales — Pilar
- Miguel Arteaga
- Ninel Conde
- José Antonio Marros
- Sabine Moussier